# Isaac Viciosa
Isaac Viciosa (* 26. Dezember 1969 in Cervatos de la Cueza in der Provinz Palencia) ist ein ehemaliger spanischer Leichtathlet. Bei einer Körpergröße von 1,76 m betrug sein Wettkampfgewicht 64 kg.
1992 belegte Viciosa bei den Halleneuropameisterschaften in Genua in 3:43,23 min den vierten Platz im 1500-Meter-Lauf. Nachdem er bei den Weltmeisterschaften 1993 im Vorlauf ausgeschieden war, gelang Isaac Viciosa 1994 der Durchbruch zur europäischen Spitze. Bei den Europameisterschaften 1994 in Helsinki gewann er in 3:36,01 min Silber hinter seinem Landsmann Fermín Cacho in 3:35,27 min.
Bei den Hallenweltmeisterschaften 1995 in Barcelona startete Viciosa im 3000-Meter-Lauf und belegte in 8:01,00 min den achten Platz. Bei den Weltmeisterschaften in Göteborg erreichte er das Finale über 1500 Meter, wurde dort dann aber in 3:41,12 min nur Zwölfter und Letzter. Ebenfalls 1995 gewann er den Meilenlauf auf der 5th Avenue in New York City in 3:47,8 min. Diese Zeit konnte er auf der Bahn nie erreichen. Viciosa gewann den Meilenlauf auf der 5th Avenue auch in den folgenden Jahren bis einschließlich 1998.
Bei den Olympischen Spielen 1996 lief Viciosa im Halbfinale 3:36,11 min und verpasste den Finaleinzug um fünf Hundertstelsekunden gegenüber dem Niederländer Marko Koers. Bei den Weltmeisterschaften 1997 schied Viciosa ebenso im Halbfinale aus.
1998 belegte er bei den Weltmeisterschaften im Crosslauf auf der Kurzstrecke Platz elf und wurde mit der spanischen Mannschaft Vierter. Im Sommer verbesserte Viciosa seine Bestzeit über 1500 Meter, lief Europarekord über 3000 Meter und debütierte beim Internationalen Sportfest in Rom auf der 5000-Meter-Strecke, wo er mit 13:09,63 min auf Anhieb eine Weltklassezeit erreichte. Bei den Europameisterschaften in Budapest trat er dann über die 5000 Meter an. Im relativ langsam gelaufenen Finale gewann er mit seinem Endspurt den Titel in 13:37,46 min vor seinem Landsmann Manuel Pancorbo.
Bei den Weltmeisterschaften 1999 in Sevilla und 2001 in Edmonton erreichte er jeweils das Finale über 5000 Meter, konnte sich aber gegen die afrikanische Konkurrenz nicht entscheidend durchsetzen und belegte die Plätze 13 (1999) und 14 (2001).
2002 gewann Isaac Viciosa dann doch noch eine Weltmeisterschaftsmedaille. Als 14. auf der Kurzstrecke trug er entscheidend dazu bei, dass die spanische Mannschaft hinter den Teams aus Kenia und Äthiopien die Bronzemedaille gewinnen konnte.

## Bestleistungen
- 800 Meter: 1:46,90 min (1996)
- 1500 Meter: 3:30,94 min (1998)
- Meile: 3:52,72 min (1994)
- 3000 Meter: 7:29,34 min (1998)
- 5000 Meter: 13:09,63 min (1998)
- 10.000 Meter: 28:26,75 min (2003)